# Abdul Kader Keïta

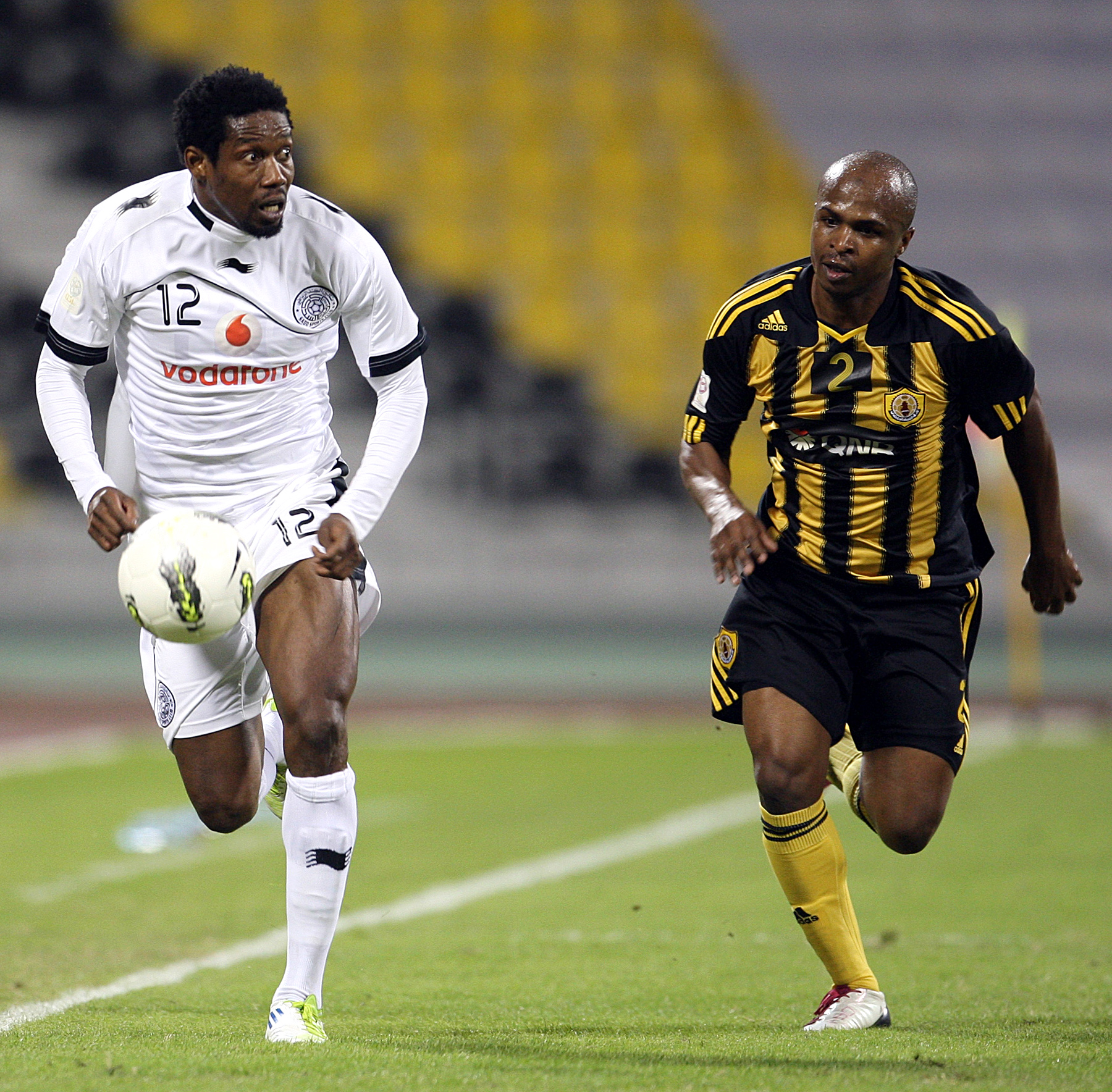
Keïta (balra) egy katari bajnokin

Abdel-Kader Keïta (Abidjan, 1981. augusztus 6. –) elefántcsontparti válogatott labdarúgó, 2014-ben a Budapest Honvéd középpályása volt.
A Touré, a Kalou, vagy a Koné testvérekhez hasonlóan Keïta is egy labdarúgócsalád tagja. Bátyja, Fadel Keïta korábbi elefántcsontparti válogatott labdarúgó.

## Pályafutása

### Klubcsapatokban
Keïta, akit Popito néven is ismernek, pályafutását hazájában, az Africa Sportsban kezdte, mielőtt a tunéziai Etoile du Sahelhez szerződött. Miután megfordult az Egyesült Arab Emírségekbeli Al Ainban és a katari Asz-Szaddban, 2005-ben a francia élvonalbeli OSC Lille játékosa lett.

#### Olympique Lyon
2007. május 31-én a Lyon elnöke, Jean-Michel Aulas bejelentette, a klub ajánlatot tett Keïtáért és csapattársáért, Mathieu Bodmerért.
2007. július 16-án a lyoni klub megerősítette, hogy Keïtát 18 millió euróért szerződtetik a Lilletől és Bodmer is a csapat játékosa lesz. Két szezont töltött a klubnál, minden sorozatot együttvéve 52 meccsen 5 gólt szerzett.

#### Galatasaray

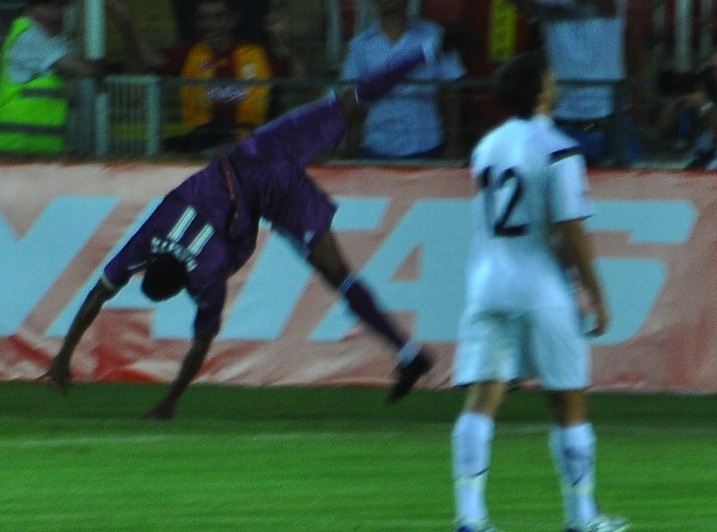
Keïta gólöröme

2009. július 2-án a Galatasaray hivatalosan bejelentette, Keïta három évre csatlakozik a török csapathoz, előző klubjának 8,5 millió eurót fizettek, továbbá 500 000 bónusz is lehetséges. Első Galatasaray-gólját a Makabbi Netánjának lőtte egy Európa-liga-mérkőzés 5. percében.
December 12-én betalált az Antalyaspor 3–2-es legyőzése alkalmával is.
2010. február 18-án Keïta egy kései gólt szerzett, a Galatasaray ezzel a góllal egyenlített ki az Atlético Madrid elleni Európa-liga-találkozón (1–1). A visszavágón is ő alakította 1–1-re az állást, de csapata kiesett. Február 28-án Keïta lőtte a Kasımpaşa elleni 4–1-es találkozó második és negyedik gólját. Első gólját egy tizenhatoson belüli emelésből szerezte.
Az MKE Ankaragücü 3–0-s legyőzése alkalmával a középpályás lőtte a második gólt és ő készítette elő a harmadikat.
2010. április 11-én Milan Baroš góljai közül kettőt ő készített elő a Diyarbakırspor 4–1-es legyőzésekor. Egy héttel később Keïta lőtte a Manisaspor elleni 1–2-es győzelem első gólját.

#### asz-Szadd
Keïta 2010 júliusában 8,15 millió euróért cserébe tért vissza korábbi csapatához, az asz-Szaddhoz.

### Válogatottban
52-szeres válogatott, tagja volt a 2006-os labdarúgó-világbajnokságon szereplő csapatnak. Ez annak ellenére történt, hogy Keïta nem lépett pályára a 2006-os afrikai nemzetek kupáján. A németországi seregszemlére a Stade Reims szélsőjét, Siaka Tiénét szorította ki.
Keïta tagja volt a 2010-es afrikai nemzetek kupája-csapatnak, három mérkőzésen lépett pályára, az Algéria elleni elődöntőben gólt is szerzett.
A 2010-es labdarúgó-világbajnokságon Keïta egy labda nélküli incidensbe került a Brazília elleni csoportmeccsen Kakával. Az afrikai középpályás nekirohant a brazilnak és a földre esett, az arcát fogdosta, mintha nagy fájdalmai lennének. Kaká megkapta a második sárga lapját, és kiállították. Az ABC azt írta, hogy: "Abdul Kader Keïta kínosan reagált Kaká tapintására, ez a rekeszizomra kapott simítás a brazil játékmestertől egyszerre volt nevetséges és szégyenteljes. Természetesen Keïta azért esett a földre, mintha közelről arconlőtték volna, hogy 2007 aranylabdása megkapja második sárga lapját, sejthető volt már az elsőnél is, hogy erre fognak törekedni. Látványosan csalt, hogy biztosítsa a brazil kiállítását."
Az incidenset számos újságíró a világbajnokság legszégyenteljesebb jelenetének, a "labdarúgás szégyenének" nevezte, továbbá az afrikai cselekedetét a torna tíz legrosszabb pillanata közé is beválasztották. A középpályást beválasztották a világbajnokság "rémálomcsapatába" is.

## Góljai az elefántcsontparti válogatottban
| #   | Dátum               | Ellenfél      | Eredmény     | Kiírás              | Esemény |
| --- | ------------------- | ------------- | ------------ | ------------------- | ------- |
| 1.  | 2001. január 20.    | Szudán        | 2 – 0        | ANK-selejtező       | 38'     |
| 2.  | 2001. április 22.   | Kongó         | 2 – 0        | Vb-selejtező        | 39'     |
| 3.  | 2001. június 3.     | Líbia         | 3 – 0        | ANK-selejtező       | 21'     |
| 4.  | 2001. július 1.     | Madagaszkár   | 6 – 0        | Vb-selejtező        | 48'     |
| 5.  | 2001. július 29.    | Kongói DK     | 1 – 2        | Vb-selejtező        | 72'     |
| 6.  | 2006. március 1.    | Spanyolország | 2 – 3        | barátságos mérkőzés | 13' 46' |
| 7.  | 2008. január 25.    | Benin         | 4 – 1        | ANK-csoportkör      | 53' 79' |
| 8.  | 2008. február 3.    | Guinea        | 5 – 0        | ANK-negyeddöntő     | 25' 75' |
| 9.  | 2008. február 7.    | Egyiptom      | 1 – 4        | ANK-elődöntő        | 63'     |
| 10. | 2009. szeptember 5. | Burkina Faso  | 5 – 0        | Vb-selejtező        | 68' 90' |
| 11. | 2010. január 24.    | Algéria       | 2 – 3 (h.u.) | ANK-negyeddöntő     | 83' 89' |

## Sikerei, díjai
al-Ain FC
- EAE-bajnokság : 2001–02
- Öbölbajnokok Kupája : 2001

asz-Szadd
- AFC-bajnokok ligája : 2011
- Katari bajnokság : 2004
- Katar Emírje Kupa : 2003, 2005
- Katari Koronaherceg Kupa : 2003

Olympique Lyonnais
- Ligue 1 : 2007–08
- Coupe de France : 2007–08

## Fordítás
Ez a szócikk részben vagy egészben  az   Abdul Kader Keïta című angol Wikipédia-szócikk ezen változatának fordításán alapul.  Az eredeti cikk szerkesztőit annak laptörténete sorolja fel. Ez a jelzés csupán a megfogalmazás eredetét és a szerzői jogokat jelzi, nem szolgál a cikkben szereplő információk forrásmegjelöléseként.